# Championnat de Bretagne de football gaélique
Le championnat de Bretagne de football gaélique est une compétition disputée par les clubs bretons de football gaélique. Le championnat se dispute chaque saison de septembre à mai.
Depuis la première édition en 2004, Liffré/Sens, Rennes et Nantes se partagent le titre de champion.

## Présentation

### Historique
Le championnat est né en 2004 à l'initiative des premiers clubs bretons qui ne s'affrontaient auparavant que lors des compétitions européennes organisées par l'European County Board. Les deux premières éditions furent disputées sous forme de matches aller-retour, avec une finale au mois de mai.
En 2006, avec l'arrivée du club de Nantes, les journées de championnat se disputaient sous forme de tournois organisé par l'un des clubs.
D'autres clubs ont rejoint le championnat par la suite et la formule du championnat s'est adaptée. Des tournois dits "mineurs" ont été mis en place : deux journées de championnat sont scindées en deux tournois, ce qui permet aux clubs ayant peu de structures d'accueillir une compétition à petite échelle avec seulement quatre équipes. Les tournois regroupant toutes les équipes se nomment désormais tournois majeurs. Ils correspondent aux tournois d'ouverture et de fermeture du championnat de Bretagne ainsi que celui de la Saint-Patrick.
Pour la saison 2013-2014, dix équipes se disputent le championnat de Bretagne.
Pour la saison 2014-2015, le championnat se déroule en deux phases :
- la première phase réunit toutes les équipes et est composée de deux tournois. À l'issue de cette phase, le classement général permet de séparer les dix équipes en deux groupes de cinq équipes : les cinq premières équipes constituent la Division 1 et les cinq autres constituent la Division 2.
- la seconde phase est découpée en cinq journées. Chaque journée, quatre matchs ont lieu : deux en Division 1 et deux en Division 2. Une équipe de chaque division est donc exempte. À la fin des cinq journées, chaque équipe a joué ses quatre matchs contre les autres équipes de sa division, et le classement indique qui a remporté la Division 1 et la Division 2.

### Palmarès

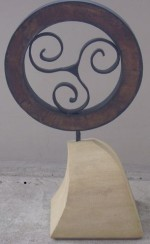
Thophée Marcel Thesson

#### Division 1
| Année | Vainqueur        | Second     |
| ----- | ---------------- | ---------- |
| 2005  | Rennes           |            |
| 2006  | Sens-de-Bretagne | Merdrignac |
| 2007  | Rennes           | Brest      |
| 2008  | Liffré           | Rennes     |
| 2009  | Liffré           | Nantes     |
| 2010  | Liffré           | Nantes     |
| 2011  | Liffré           | Nantes     |
| 2012  | Liffré           | Nantes     |
| 2013  | Liffré           | Rennes     |
| 2014  | Liffré           | Rennes     |
| 2015  | Liffré           | Rennes     |
| 2016  | Liffré           | Rennes     |
| 2017  | Liffré           | Rennes     |
| 2018  | Liffré           | Rennes     |
| 2019  | Rennes           | Liffré     |
| 2020  | Non Disputé      |            |
| 2021  | Non Disputé      |            |
| 2022  | Nantes           | Liffré     |
| 2023  | Liffré           | Nantes     |

#### Division 2
| Année | Vainqueur    | Second       |
| ----- | ------------ | ------------ |
| 2016  | à renseigner | à renseigner |
| 2017  | à renseigner | Liffré B     |
| 2018  | à renseigner | à renseigner |
| 2019  | à renseigner | Rennes B     |
| 2020  | Non Disputé  |              |
| 2021  | Non Disputé  |              |
| 2022  | Nantes B     | Rennes B     |
| 2023  | Nantes B     | Rennes B     |

### Trophée
Entre les saisons 2008 et 2018, le trophée Marcel Thesson, du nom d'un de ses créateurs est remis au champion de Bretagne.
L'objet est composé d'un socle en pierre tendre et d'un triskell en métal entouré d'un cercle de bois. Après dix titres, le club de Liffré a conservé le trophée.

## Décompte des points
Le système de points obtenus à la fin de chaque tournoi est inspiré du décompte mis en place par l'European County Board (ECB) pour le championnat d'Europe Continentale de football gaélique. Il ressemble aussi à l'attribution des points à l'issue de courses dans les championnats automobiles.
Suivant son classement à l'issue d'un tournoi, chaque équipe inscrite au classement général du championnat reçoit un nombre de points (nouveau décompte 2010 - 2011) :
- le premier obtient 25 points
- le second : 20 points
- le troisième : 16 points
- le quatrième : 13 points
- le cinquième : 11 points
- le sixième : 10 points
- le septième : 9 points
- le huitième : 8 points

Dès la saison 2010-11, ce décompte de points est appliqué aux tournois majeurs, qui regroupent l'ensemble des équipes disputant le championnat.
Compte tenu de la fragilité des effectifs et des déplacements lointains, certaines équipes ne peuvent pas se déplacer au complet. Deux mesures permettent néanmoins de récompenser les équipes venues en sous-nombre :
- le partage des points quand deux équipes avec un effectif quasi équivalent ont fusionné le temps d'un tournoi ;
- 3 points lorsque quelques joueurs d'une équipe en sous-effectif viennent compléter une autre équipe dont l'effectif est largement supérieur. Cette attribution est généralement utilisée lorsqu'une équipe vient seulement avec 2, 3 voire 4 joueurs, et complète une autre équipe avec un effectif juste (9 ou 10 joueurs).

Depuis la saison 2010-11, un nouveau décompte de points est apparu pour les journées séparées en deux tournois mineurs :
- le premier obtient 13 points
- le second : 10 points
- le troisième : 8 points
- le quatrième : 7 points

## Les équipes engagées par saison

### Saison 2004-2005
| Bains Nominoë | GF Bro-Leon Brest | ESSC Sens de Bretagne | FA Merdrignac | Rennes Ar Gwazi Gouez |

### Saison 2005-2006
| Bains Nominoë | GF Bro-Leon Brest | ESSC Sens de Bretagne | FA Merdrignac | Rennes Ar Gwazi Gouez |

### Saison 2006-2007
| Bains Nominoë | GF Bro-Leon Brest | ESSC Sens de Bretagne | NEC Football Gaélique Nantes | Rennes Ar Gwazi Gouez |

### Saison 2007-2008
| GF Bro-Leon Brest | EG Haute-Bretagne Liffré | NEC Football Gaélique Nantes | Rennes Ar Gwazi Gouez |

### Saison 2008-2009
Pour la quatrième édition de cette compétition, six équipes dont deux nouvelles, Vannes et Saint-Quay-Perros, y prennent part. Le championnat a été dominé par l'Entente gaélique de Haute-Bretagne de Liffré qui a réalisé le grand chelem en se classant en tête de chaque journée. Ils n'ont été battus que par l'équipe de Jersey invitée lors du tournoi de Brest et ne prenant pas part au classement général.
Le classement final a été aussi influencé par les effectifs inconstants et les forfaits de certaines équipes.
| GF Bro-Leon Brest | EG Haute-Bretagne Liffré | NEC Football Gaélique Nantes | Rennes Ar Gwazi Gouez | GF Bro-Dreger St-Quay-Perros | Gwened Vannes FG |

#### La compétition
Ayant subi deux reports de tournoi, à Vannes au mois de novembre puis à Nantes en décembre, cette saison de championnat a été très resserrée et s'est disputée en quatre mois.
|             | Date       | Tournoi        |
| ----------- | ---------- | -------------- |
| 1re journée | 07/02/2009 | Vannes         |
| 2de journée | 28/02/2009 | Nantes         |
| 3e journée  | 15/03/2009 | Brest          |
| 4e journée  | 25/04/2009 | St-Quay-Perros |
| 5e journée  | 16/05/2009 | Liffré         |

|                 | VAN | NAN | BRE | SQP | LIF | TOTAL |
| --------------- | --- | --- | --- | --- | --- | ----- |
| Liffré          | 25  | 25  | 25  | 25  | 25  | 125   |
| Nantes          | 20  | 16  | 10  | 20  | 16  | 82    |
| Rennes          | 16  | 20  | 8   | 0   | 20  | 64    |
| Vannes          | 12  | 14  | 8   | 16  | 10  | 60    |
| Brest           | 10  | 0   | 14  | 14  | 7   | 45    |
| St Quay- Perros | 3   | 3   | 10  | 10  | 7   | 33    |

### Saison 2009-2010
Trois nouvelles équipes bretonnes ont pris part à cette nouvelle édition : Guérande, St-Malo et Saint-Brieuc. Cette dernière s'est associée cette année avec Saint-Quay-Perros pour former l'Entente 22 ou Entente Costarmoricaine. Cette année est marquée pour le couplage des tournois de Brest et de Liffré aux qualifications européennes de la zone France et îles Anglo-Normandes.

Liffré, vainqueur de l'édition précédente, remporte les trois premiers tournois de la saison, même si le club connaît sa première défaite depuis deux ans face à Saint-Malo lors du tournoi de Nantes. La jeune équipe malouine crée même l'exploit de se hisser à la 3e du tournoi de Brest et de finir premier club Breton. Liffré assure néanmoins le titre lors de cette avant-dernière journée. Derrière, avec l'arrivée des nouvelles équipes, le niveau s'est resserré avec cinq équipes en 7 points.

#### La compétition
| GF Bro-Leon Brest | Gwenrann FG Guérande | EG Haute-Bretagne Liffré | NEC Football Gaélique Nantes | Rennes Ar Gwazi Gouez | GF Bro-Dreger St-Quay-Perros | GF Bro-Sant-Brieg St-Brieuc | Dogues GFC St-Malo | Gwened Vannes FG |

|             | Date       | Tournoi   |
| ----------- | ---------- | --------- |
| 1re journée | 07/11/2009 | Vannes    |
| 2de journée | 06/02/2010 | St-Brieuc |
| 3e journée  | 20/03/2010 | Nantes    |
| 4e journée  | 10/04/2010 | Brest     |
| 5e journée  | 22/05/2010 | Liffré    |

|            | VAN | SBR | NAN | BRE | LIF | TOTAL |
| ---------- | --- | --- | --- | --- | --- | ----- |
| Liffré     | 25  | 25  | 25  | 16  | 25  | 116   |
| Nantes     | 20  | 16  | 13  | 10  | 3   | 62    |
| Guérande   | 13  | 10  | 8   | 13  | 13  | 57    |
| Brest      | 8   | 13  | 10  | 8   | 16  | 57    |
| Vannes     | 16  | 20  | 8   | 4   | 8   | 56    |
| Rennes     | 3   | 0   | 20  | 20  | 10  | 53    |
| Saint-Malo | 0   | 3   | 16  | 25  | 6   | 50    |
| Entente 22 | 3   | 8   | 10  | 6   | 10  | 37    |

### Saison 2010-2011
La saison démarre avec les huit équipes qui ont terminé le championnat la saison dernière. St-Brieuc dispute la compétition sous son nom puisque le GF Bro Dreger est mis en sommeil pour cette année. Une nouveauté apparaît cette saison : pour alléger l'organisation pour les clubs disposant d'infrastructures limitées, deux journées (le 2e et la 4e) sont scindées en deux tournois. Chacun d'entre eux accueillent la moitié des équipes engagées. Les clubs se retrouvent ensemble sur trois tournois (Guérande, Vannes et Liffré).
Enfin, les trois premiers du championnat sont qualifiés pour le Championnat de France de football gaélique qui se dispute lors du tournoi de Paris le 4 juin 2011.

#### La compétition
| GF Bro-Leon Brest | Gwenrann FG Guérande | EG Haute-Bretagne Liffré | NEC Football Gaélique Nantes | Rennes Ar Gwazi Gouez | GF Bro-Sant-Brieg St-Brieuc | Dogues GFC St-Malo | Gwened Vannes FG |

|             | Date       | Tournoi   |
| ----------- | ---------- | --------- |
| 1re journée | 25/09/2010 | Guérande  |
| 2de journée | 16/10/2010 | Brest     |
| 2de journée | 16/10/2010 | St-Malo   |
| 3e journée  | 20/03/2011 | Vannes    |
| 4e journée  | 09/04/2011 | St-Brieuc |
| 4e journée  | 09/04/2011 | Nantes    |
| 5e journée  | 28/05/2011 | Liffré    |

|           | GUE | BRE | SMA | VAN | SBR | NAN | LIF | TOTAL |
| --------- | --- | --- | --- | --- | --- | --- | --- | ----- |
| Liffré    | 25  | 10  | -   | 25  | -   | 13  | 25  | 98    |
| Nantes    | 9   | -   | 7   | 20  | -   | 10  | 20  | 66    |
| Brest     | 10  | 13  | -   | 13  | 13  | -   | 16  | 65    |
| Guérande  | 16  | 8   | -   | 16  | -   | 8   | 13  | 61    |
| St-Malo   | 20  | -   | 10  | 0   | 10  | -   | 10  | 50    |
| Vannes    | 11  | -   | 8   | 10  | 8   | -   | 11  | 48    |
| St-Brieuc | 13  | 7   | -   | 11  | 7   | -   | 9   | 47    |
| Rennes    | 0   | -   | 13  | 0   | -   | 0   | 0   | 13    |

### Saison 2011-2012
Formé en début de saison, l'équipe de Cornouaille (Kerne FG) basée à Locronan et Quimper, dispute son premier tournoi avec une équipe complète au tournoi de Brest. L'équipe de Saint-Malo, quant à elle, déclare forfait pour toute la saison avant le tournoi de Vannes.

Liffré subit sa seule défaite de la saison en championnat en finale du tournoi de Guérande contre Nantes lors de la séance des tirs au but. L'équipe d'Ille-et-Vilaine remporte son sixième titre de champion de Bretagne et se qualifie pour la phase finale du championnat de France qui a lieu à Niort, le 9 juin 2012.
Les clubs bretons peuvent également se qualifier pour la phase finale du championnat de France par le biais de la coupe de Bretagne de football gaélique. Néanmoins, la coupe étant également gagnée par Liffré en 2012, c'est le deuxième du championnat, Nantes qui se qualifie pour la phase finale.

#### La compétition
| GF Bro-Leon Brest | Gwenrann FG Guérande | EG Haute-Bretagne Liffré | NEC FG Nantes | Rennes Ar Gwazi Gouez | Kerne FG Cornouaille | GF Bro Sant-Brieg St-Brieuc | Dogues GFC St-Malo | Gwened Vannes FG |

|             | Date       | Tournoi   |
| ----------- | ---------- | --------- |
| 1re journée | 15/10/2011 | Nantes    |
| 2de journée | 12/11/2011 | Brest     |
| 2de journée | 19/11/2011 | Vannes    |
| 3e journée  | 17/03/2012 | Guérande  |
| 4e journée  | 31/03/2012 | Liffré    |
| 4e journée  | 31/03/2012 | Locronan  |
| 5e journée  | 02/06/2012 | St-Brieuc |

|           | NAN | BRE | VAN | GUE | LIF | LOC | SBR | TOTAL |
| --------- | --- | --- | --- | --- | --- | --- | --- | ----- |
| Liffré    | 25  | -   | 13  | 20  | 13  | -   | 25  | 96    |
| Nantes    | 20  | 10  | -   | 25  | 10  | -   | 11  | 76    |
| Guérande  | 11  | 13  | -   | 16  | -   | 13  | 16  | 69    |
| Vannes    | 16  | -   | 10  | 9   | -   | 8   | 10  | 53    |
| St-Brieuc | 9   | 7   | -   | 11  | 8   | -   | 13  | 48    |
| Rennes    | 0   | -   | 3   | 13  | 7   | -   | 20  | 43    |
| Brest     | 13  | 8   | -   | 8   | -   | 10  | 0   | 39    |
| Kerne     | 3   | 6   | -   | 10  | -   | 7   | 9   | 35    |
| St-Malo   | 10  | -   | 0   | 0   | 0   | 0   | 0   | 10    |

### Saison 2012-2013

#### La compétition
Une nouvelle équipe, le Lorient GAC rejoint les rangs des clubs bretons, pour cette nouvelle saison de championnat. Elle marque aussi le retour au haut niveau de l'équipe de Rennes. Livrant un duel à distance lors des deux premières journées, la bataille entre Rennes et Liffré s'est jouée en deux actes. Le premier épisode eu lieu en Cornouaille lors de l'épique "Bourbier de Locronan". Sur un terrain à la limite du praticable, les Sangliers liffréens remporteront cette première manche au terme d'un match intense en raison des conditions climatiques extrêmes et du score serré (7-6). Pour le deuxième acte, lors de la dernière journée à Vannes, il fallut attendre les prolongations de la finale pour connaître le dénouement du championnat, et voir Liffré sacré pour la 6e fois consécutive.
Derrière, les outsiders guérandais prennent la 3e place devant une belle équipe de St-Brieuc. Quant aux nantais, deuxième l'année dernière, ils  sont complètement passés au travers de leur saison.
| GF Bro-Leon Brest | Gwenrann FG Guérande | EG Haute-Bretagne Liffré | Lorient GAC | NEC FG Nantes | Rennes Ar Gwazi Gouez | Kerne FG Cornouaille | GF Bro Sant-Brieg St-Brieuc | Gwened Vannes FG |

|             | Date       | Tournoi  |
| ----------- | ---------- | -------- |
| 1re journée | 06/10/2012 | Liffré   |
| 1re journée | 16/02/2013 | Guérande |
| 2e journée  | 30/03/2013 | Brest    |
| 2e journée  | 30/03/2013 | Pordic   |
| 3e journée  | 13/04/2013 | Locronan |
| 3e journée  | 13/04/2013 | Nantes   |
| Finale      | 25/05/2013 | Vannes   |

|           | LIF | GUE | BRE | POR | LOC | NAN | VAN | TOTAL |
| --------- | --- | --- | --- | --- | --- | --- | --- | ----- |
| Liffré    | 13  | -   | 13  | -   | 13  | -   | 25  | 64    |
| Rennes    | -   | 13  | -   | 13  | 10  | -   | 20  | 56    |
| Guérande  | -   | 10  | 10  | -   | -   | 13  | 16  | 49    |
| St-Brieuc | 10  | -   | -   | 10  | -   | 10  | 13  | 43    |
| Kerne     | 7   | -   | -   | 8   | 8   | -   | 8   | 31    |
| Lorient   | -   | 6   | 7   | -   | -   | 8   | 9   | 30    |
| Vannes    | 8   | -   | 0   | -   | -   | 7   | 10  | 25    |
| Nantes    | -   | 6   | -   | 3   | -   | 6   | 3   | 18    |
| Brest     | -   | 3   | 8   | -   | 3   | -   | 0   | 14    |

### Saison 2013-2014
Cette saison, la compétition présente trois journées de tournois mineurs et une manche majeure. Ce dernier tournoi de la saison, disputé à Ploumilliau, est le plus gros jamais réalisé dans le championnat de Bretagne puisqu'il réunit les dix équipes du championnat.
Toutes les équipes de la saison précédente repartent, avec le retour du club du Trégor, le GF Bro-Dreger, qui forme une entente avec le nouveau club des Ploufragan Gaels.
Comme la saison précédente, le titre se joue lors de la finale du dernier tournoi. Avant cela, les deux meilleurs clubs du championnat, Rennes et Liffré sont au coude à coude tout au long de la compétition. Défaits d'un point lors de la finale de la première journée, les Sangliers liffréens s'accrochent ensuite pour revenir à hauteur des Oies Sauvages rennaises, et finalement prendre le dessus lors de la dernière journée au terme d'une finale très disputée. Derrière les brétiliens, la 3e place se joue aussi lors de la dernière journée entre les deux clubs de Loire-Atlantique. Cette place, synonyme aussi de qualification pour le championnat de France, revient aux Abeilles nantaises au bout de la prolongation de la petite finale du dernier tournoi, devant leur adversaire direct Guérande. À retenir aussi de cette saison, le premier tournoi remporté par le GF Bro Sant-Brieg (Pordic) lors du tournoi mineur de Brest.
Les équipes de Liffré (vainqueur du championnat de Bretagne), Rennes (vainqueur de la coupe de Bretagne) et Nantes (3e du championnat du Bretagne) sont qualifiées pour le championnat de France de Football Gaélique qui se dispute le 6 juin 2014 à Clermont-Ferrand.

#### La compétition
| GF Bro-Leon Brest | Gwenrann FG Guérande | EG Haute-Bretagne Liffré | Lorient GAC | NEC FG Nantes |

| Rennes Ar Gwazi Gouez | Kerne FG Cornouaille | GF Bro Sant-Brieg Pordic | Gwened Vannes FG | GF Bro Dreger (Trégor) / Ploufragan Gaels |

|             | Date       | Tournoi     |
| ----------- | ---------- | ----------- |
| 1re journée | 12/10/2013 | Brest       |
| 1re journée | 07/12/2013 | Guérande    |
| 2e journée  | 15/03/2014 | Nantes      |
| 2e journée  | 08/03/2014 | Vannes      |
| 3e journée  | 12/04/2014 | Pordic      |
| 3e journée  | 12/04/2014 | Locronan    |
| Finale      | 24/05/2014 | Ploumilliau |

|          | BRE | GUE | NAN | VAN | POR | LOC | PLOU | TOTAL |
| -------- | --- | --- | --- | --- | --- | --- | ---- | ----- |
| Liffré   | -   | 10  | 13  | -   | 13  | -   | 25   | 61    |
| Rennes   | -   | 13  | -   | 13  | 10  | -   | 20   | 56    |
| Nantes   | -   | 8   | 10  | -   | -   | 10  | 16   | 44    |
| Guérande | -   | 7   | -   | 8   | -   | 13  | 13   | 41    |
| Pordic   | 13  | -   | 7   | -   | 7   | -   | 11   | 38    |
| Vannes   | -   | 6   | -   | 10  | -   | 6   | 9    | 31    |
| Lorient  | 7   | -   | -   | 7   | -   | 8   | 7    | 29    |
| Brest    | 10  | -   | 6   | -   | 6   | -   | 6    | 28    |
| Tregor   | 4   | -   | -   | 6   | 8   | -   | 10   | 28    |
| Kerne    | 6   | -   | 3   | -   | -   | 7   | 3    | 19    |

### Saison 2014-2015
La saison sportive 2014-2015 voit l'arrivée d'une nouvelle organisation de la compétition avec la mise en place de deux divisions. Deux tournois préliminaires sont organisés à Rennes et à Vannes.
|             | Date       | Tournoi |
| ----------- | ---------- | ------- |
| 1re journée | 04/10/2014 | Rennes  |
| 2de journée | 08/11/2014 | Vannes  |

|                    | REN | VAN | TOTAL |
| ------------------ | --- | --- | ----- |
| Rennes             | -   | -   | 17    |
| Liffré             | -   | -   | 16    |
| Nantes             | -   | -   | 13    |
| Lorient            | -   | -   | 12    |
| Guérande           | -   | -   | 10    |
| Vannes             | -   | -   | 9     |
| Kerne-Brest        | -   | -   | 6     |
| Pordic             | -   | -   | 4     |
| Tregor/Ploufragans | -   | -   | 2     |
| Barbarians         | -   | -   | 0     |

À l'issue de ces deux tournois, les équipes de Rennes, Liffré, Nantes, Guérande et Lorient sont qualifiées pour la division 1. Les équipes de Bro Leon/Kerne, Vannes, Bro Dreger, Trégor/Ploufragan et Barbarians (sélection de joueurs bretons) sont reversées en division 2.
| Rennes Ar Gwazi Gouez | Gwenrann FG Guérande | EG Haute-Bretagne Liffré | Lorient GAC | Nantes Football Gaélique |

| GF Bro-Leon Brest / Kerne FG Cornouaille | GF Bro Sant-Brieg Pordic | Gwened Vannes FG | GF Bro Dreger (Trégor) / Ploufragan Gaels |

#### Division 1

##### Résultats
| Journée 1 | Journée 1  | Journée 1 | Journée 1                    | Journée 1  | Journée 1 |
| Domicile  | Résultat   | Visiteur  | Stade                        | Journée    | Heure     |
| --------- | ---------- | --------- | ---------------------------- | ---------- | --------- |
| Liffré    | 6-16 / 2-6 | Nantes    | Stade Jean Ménager, Guérande | 22 février | 13:30     |
| Guérande  | 2-1 / 7-17 | Rennes    | Stade Jean Ménager, Guérande | 22 février | 15:00     |

| Journée 2 | Journée 2   | Journée 2 | Journée 2                  | Journée 2  | Journée 2 |
| Domicile  | Résultat    | Visiteur  | Stade                      | Journée    | Heure     |
| --------- | ----------- | --------- | -------------------------- | ---------- | --------- |
| Liffré    | 19-16 / 0-3 | Guérande  | Stade de Tréfaven, Lorient | 31 janvier | 17:30     |
| Lorient   | 0-8 / 6-15  | Rennes    | Stade de Tréfaven, Lorient | 31 janvier | 19:00     |

| Journée 3 | Journée 3  | Journée 3 | Journée 3                      | Journée 3 | Journée 3 |
| Domicile  | Résultat   | Visiteur  | Stade                          | Journée   | Heure     |
| --------- | ---------- | --------- | ------------------------------ | --------- | --------- |
| Guérande  | 8-9 / 8-10 | Lorient   | Stade Jean Ménager, Guérande   | 12 avril  | 15:30     |
| Nantes    | 1-7 / 4/14 | Rennes    | Stade Michel Lecointre, Nantes | 18 avril  | 15:30     |

| Journée 4 | Journée 4   | Journée 4 | Journée 4                    | Journée 4 | Journée 4 |
| Domicile  | Résultat    | Visiteur  | Stade                        | Journée   | Heure     |
| --------- | ----------- | --------- | ---------------------------- | --------- | --------- |
| Nantes    | 10-5 / 3-11 | Guérande  | Stade Nelson Paillou, Liffré | 12 avril  | 13:30     |
| Liffré    | 12-24 / 0-2 | Lorient   | Stade Nelson Paillou, Liffré | 18 avril  | 15:30     |

| Journée 5 | Journée 5  | Journée 5 | Journée 5                        | Journée 5 | Journée 5 |
| Domicile  | Résultat   | Visiteur  | Stade                            | Journée   | Heure     |
| --------- | ---------- | --------- | -------------------------------- | --------- | --------- |
| Nantes    | 7-11 / 2-7 | Lorient   | Stade de la Bellangerais, Rennes | 25 avril  | 13:00     |
| Rennes    | 4-8 / 6-9  | Liffré    | Stade de la Bellangerais, Rennes | 25 avril  | 15:00     |

### Saison 2018-2019

#### Division 1
Clubs participants

- Guérande
- Liffré A
- Nantes A
- Rennes A
- Vannes A

Classement final

Rennes A est sacré Champion de Bretagne 2019. Rennes A et Liffré A sont qualifiés pour la 1ère division du Championnat de France.

#### Division 2
Clubs participants

- Brest
- Liffré B
- Lorient
- Quimper
- Rennes B

Classement final

Quimper est sacré Champion de Bretagne de D2 2019.

#### Division 3
Clubs participants

- Fougères (joue en entente avec Nantes B)
- Nantes B
- Plédran
- Saint-Brieuc
- Vannes B

Classement final

Vannes B est sacré Champion de Bretagne de D3 2019.

## Historique des participants
| Club                                                          | Nombre de saisons | Années                   | Ville                            |
| ------------------------------------------------------------- | ----------------- | ------------------------ | -------------------------------- |
| Gaelic Football Bro-Leon                                      | 15 (en cours)     | Depuis 2004              | Brest (Finistère)                |
| ESSC Sens de Bretagne puis Entente gaélique de Haute-Bretagne | 15 (en cours)     | Depuis 2004              | Liffré (Ille-et-Vilaine)         |
| Rennes Ar Gwazi Gouez                                         | 15 (en cours)     | Depuis 2004              | Rennes (Ille-et-Vilaine)         |
| Nantes Football Gaélique                                      | 13 (en cours)     | Depuis 2006              | Nantes (Loire-Atlantique)        |
| Gwened Vannes Football Gaélique                               | 11 (en cours)     | Depuis 2008              | Vannes (Morbihan)                |
| Gwenrann Football Gaélique                                    | 10 (en cours)     | Depuis 2009              | Guérande (Loire-Atlantique)      |
| Gaelic Football Bro Sant-Brieg                                | 10 (en cours)     | Depuis 2009              | Pordic (Côtes-d'Armor)           |
| Kerne Football Gaélique                                       | 7 (en cours)      | Depuis 2012              | Quimper (Finistère)              |
| Lorient Gaelic Athletic Club                                  | 7 (en cours)      | Depuis 2012              | Lorient (Morbihan)               |
| Gaelic Football Bro Dreger                                    | 7 (en cours)      | 2008-2009 et depuis 2013 | Plounevez-Moëdec (Côtes-d'Armor) |
| Ploufragan Gaels                                              | 6 (en cours)      | Depuis 2013              | Ploufragan (Côtes-d'Armor)       |
|                                                               |                   |                          |                                  |
| Bains Nominoë                                                 | 3                 | 2004-2007                | Bains-sur-Oust (Ille-et-Vilaine) |
| Dogues GFC                                                    | 3                 | 2009-2012                | Saint-Malo (Ille-et-Vilaine)     |
| FA Merdrignac                                                 | 2                 | 2004-2006                | Merdrignac (Côtes-d'Armor)       |

Trois clubs ont participé à toutes les saisons du championnat alors que trois n'ont existé que quelques années.